# David Womark
David Womark (geb. vor 1981) ist ein US-amerikanischer Regisseur, Drehbuchautor, Filmproduzent, Executive Producer (geschäftsführender Produzent) und Filmproduktionsleiter.

## Leben
Womarks Tätigkeitsbereich war anfangs als Regisseur der 2nd Unit. 1996 versuchte er sich erstmals als Regisseur und Drehbuchautor für zwei Folgen einer Fernsehserie und dem Thriller Exit in Red. Danach weiter als geschäftsführender Produzent und Produzent für Blockbuster wie Jurassic Park III und Der Sternwanderer. Für Ang Lees Film Life of Pi: Schiffbruch mit Tiger wurde Womark 2013 schließlich für den Academy Award und den BAFTA Award nominiert.
Womark ist ein Enkel des deutschen Filmproduzenten und Holocaust-Überlebendem Emile J. Lustig.

## Filmografie (Auswahl)
Als Regisseur:
- 1993–1994: Foxy Fantasies (Fernsehserie, 2 Folgen)
- 1996: Red Shoe Diaries 13: Four on the Floor

Als Drehbuchautor:
- 1996: Exit in Red

Als Produzent:
- 1982: Die letzte amerikanische Jungfrau (The Last American Virgin, associate producer)
- 1983: Die Begegnung (One More Chance)
- 1983: Die Rückkehr der Ninja (Revenge of the Ninja, associate producer)
- 1984: Die Herrschaft der Ninja (Ninja III: The Domination, associate producer)
- 1996: Exit in Red (geschäftsführender Produzent)
- 2000: Der Grinch (How the Grinch Stole Christmas, associate producer)
- 2001: Jurassic Park III (associate producer)
- 2003: Hulk (associate producer)
- 2004: Riddick: Chroniken eines Kriegers (The Chronicles of Riddick, geschäftsführender Produzent)
- 2007: Der Sternwanderer (Stardust, geschäftsführender Produzent)
- 2009: G.I. Joe – Geheimauftrag Cobra (G.I. Joe: The Rise of Cobra, geschäftsführender Produzent)
- 2012: Life of Pi: Schiffbruch mit Tiger (Life of Pi)
- 2016: Deepwater Horizon

Als Produktionsleiter:
- 1984: Die Herrschaft der Ninja (Ninja III: The Domination)
- 1997: Dante’s Peak
- 1998: Akte X – Der Film (The X-Files)
- 1999: EDtv
- 2000: Der Grinch (How the Grinch Stole Christmas)
- 2001: Jurassic Park III
- 2003: Hulk
- 2007: Der Sternwanderer (Stardust)

## Nominierungen und Auszeichnungen
- 1981: Chicago International Film Festival: Nominierung in der Kategorie Bester Kurzfilm für Die Begegnung
- 1992: Directors Guild of America Award: Auszeichnung in der Kategorie Beste Leistung für dramatische Elemente für Tollwütig
- 2013: Australian Film Institute Award: Nominierung in der Kategorie Bester Film für Life of Pi: Schiffbruch mit Tiger
- 2013: AFI Award: Auszeichnung in der Kategorie Film des Jahres für Life of Pi: Schiffbruch mit Tiger
- 2013: BAFTA Award: Nominierung in der Kategorie Bester Film für Life of Pi: Schiffbruch mit Tiger
- 2013: Oscar: Nominierung in der Kategorie Bester Film für Life of Pi: Schiffbruch mit Tiger